# Heraklit Pontski
Heraklít Póntski (tudi Heraklíd, starogrško Ἡρακλείδης ὁ Ποντικός, latinizirano: Hērakleídēs ho Pontikós), starogrški filozof in astronom * 385 pr. n. št. Pontska Herakleja (Heracleia Pontike), danes Karadeniz Ereğli (Bander Eregli) ob Črnem morju, 200 km od Carigrada, Grčija, † 310 pr. n. št., Atene.

## Življenje in delo
Heraklitov oče je bil Evtifron, bogat plemič. Že kot mladenič je Heraklit odpotoval v Atene, kjer je bilo takrat središče filozofije. Bil je Platonov učenec v Akademiji. Njegov učitelj je bil Platonov naslednik Speuzip, študiral pa je tudi z Aristotelom. Verjetno je bil zelo uspešen, ker se je ohranila zgodba, da je nadomeščal Platona, ko se je ta po Sudi leta 360 pr. n. št. odpravil na nesrečno pot na Sicilijo, da bi napravil filozofa iz kralja. Druge zgodbe navajajo, da je bil takrat Platonov namestnik Evdoks. Speuzip je pred svojo smrtjo leta 339 pr. n. št. izbral za svojega naslednika Ksenokrata Halkedonskega, ki je bil rektor Akademije do svoje smrti leta 314 pr. n. št. Ksenokrata so izbrali s tesnim izidom namesto Heraklita in Menedema Eretrijskega (okoli 350 pr. n. št.-275 pr. n. št.).
Njegov nadimek Heraklit »Domišljavi« (Pompicus) kaže na to, da je bil nadut in domišljav človek. Verjetno so ga zasmehovali. Navkljub temu je bil Heraklit vsestranski in ploden pisec o filozofiji, matematiki, glasbi, slovnici, fiziki, zgodovini, retoriki in še posebej o astronomiji ter geometriji. Ni pa natančno znano ali je bil tudi avtor vseh navedenih izsledkov. Razvidno je, da je oblikoval več del v obliki dialoga. Glavni vir njegovega življenja je zbirka življenjepisca Diogena Laerta.
O astronomiji in geometriji je Heraklit pisal veliko, vendar se je ohranilo le malo njegovih del. Nebesna telesa, še posebej zvezde stalnice, se v splošnem enakomerno vrte okoli Zemlje od vzhoda proti zahodu. Pred njim so mislili, da je ta navidezna rotacija resnična. Heraklit je opozoril, da bi opazili isti pojav, če bi mirovalo nebo in bi se Zemlja zavrtela okoli svoje osi v enem dnevu. Tako je okoli leta 345 pr. n. št. oživil in nadaljeval Filolajevo domnevo o središčnem ognju, češ da okrog njega Sonce in Zemlja krožita tako, da si stojita vselej nasproti. Misel o središčnem ognju je opustil in je kot Filolaj menil, da se Zemlja preprosto vrti okoli svoje osi.
Verjetno je vplival na Aristarha, ki je deloval v sredini 3. stoletja pr. n. št. Za časa Hiparha in Ptolemaja so njegovo zamisel že opustili in spet menili, da se dnevno zavrti nebo in ne Zemlja. Hiparh in Ptolemaj sta imela razlog, da sta zavrgla misel o vrteči se Zemlji, vendar ne moremo reči, da je bil ta razlog res velik. Morda je bil samo izgovor, da so zavrgli misel, ki je niso marali. Domnevni ugovor proti Heraklitovem nauku je bil, da bi v primeru vrteče se Zemlje telo, ki ga vržemo v zrak, zaostajalo.
Kakor pitagorejca Ekfant in Hiket je trdil, da se Venera in Merkur vrtita okoli Sonca. O tem je v 4. stoletju poročal Kalkidij (Calcidius). Na to zamisel so prišli verjetno ker so pravilno razlagali rezultate svojih opazovanj, saj planeta precej očitno kažeta, da se vrtita okoli Sonca ker se od njega nikoli ne oddaljita preveč. Na ta način bi Heraklit predvidel geocentrični Brahov model zametki heliocentričnega modela. Težko rečemo, da je Heraklit predhodnik heliocentričnega modela. Verjetno je mišljenje, da so Heraklit in njegovi pitagorejski predhodniki zagovarjali različico Brahovega modela, zgrešeno.
Poleg znanstvenih tez so njegova dela vsebovala tudi različna religiozno-mistična mišljenja. Pisal je o Zenonu, Heraklitu Mračnem, Demokritu in Pitagori. V grških in latinskih astronomskih delih je Kopernik opazil Heraklitove zamisli o Zemljinem gibanju podobnem vrtenju kolesa okoli svoje osi.
Za zgodovinarje je pomembno njegovo navajanje, da je bil Rim v 4. stoletju pr. n. št. starogrško mesto.